# António Roquete
António Manuel Roquete Garcia de Andrade (* 26. Mai 1955) ist ein ehemaliger portugiesischer Judoka. Er war zwölffacher portugiesischer Meister und nahm viermal an Olympischen Spielen teil.

## Sportliche Karriere
Der 1,80 m große Roquete war von 1972 bis 1975 portugiesischer Meister in der Gewichtsklasse bis 70 Kilogramm. Nach der Neueinteilung der Gewichtsklassen 1977 trat er im neuen Halbmittelgewicht an, der Gewichtsklasse bis 78 Kilogramm. In dieser Gewichtsklasse war er von 1977 bis 1984 portugiesischer Meister.
Bei den Olympischen Spielen 1972 schied er in seinem zweiten Kampf gegen den Deutschen Engelbert Dörbandt aus. Vier Jahre später bei den Olympischen Spielen 1976 unterlag er in seinem Auftaktkampf dem Japaner Kōji Kuramoto und schied dann in der Hoffnungsrunde aus.
1978 belegte Roquete den dritten Platz bei den German Open in Paderborn. 1979 erreichte er bei den Weltmeisterschaften in Paris die zweite Runde. Im Jahr darauf schied er bei den Olympischen Spielen 1980 in seinem zweiten Kampf gegen den Franzosen Bernard Tchoullouyan aus.
1983 belegte Roquete den siebten Platz bei den Europameisterschaften in Paris, nachdem er in der Hoffnungsrunde gegen den Deutschen Frank Wieneke unterlegen war. Bei der Eröffnungsfeier der Olympischen Spiele 1984 war Roquete Fahnenträger der portugiesischen Mannschaft. Im Olympischen Judoturnier verlor er in seinem dritten Kampf gegen den Türken Süheyl Yeşilnur.